# Carthage (Maine)
Carthage város az USA Maine államában, Franklin megyében. Lakosainak száma 509 fő (2020. április 1.).

## Népesség
A település népességének változása:

| 2010 | 560 |
| 2020 | 509 |